# غلين د. لوري
غلين د. لوري (بالإنجليزية: Glenn D. Lowry)‏ هو مؤرخ الفن أمريكي، ولد في 28 سبتمبر 1954 في نيويورك في الولايات المتحدة.

## وصلات خارجية
- غلين د. لوري على موقع مونزينجر (الألمانية)